# Croix de cimetière de Sotteville-sous-le-Val
La croix de cimetière de Sotteville-sous-le-Val est un monument situé à Sotteville-sous-le-Val, en Normandie.

## Localisation
La croix est située dans le cimetière du village.

## Historique
La croix est datée du XIIe siècle.
Le monument est classé au titre des monuments historiques depuis le 27 décembre 1913.

## Description
La croix est en pierre et mesure 3 m de haut.